# Louis-Charles Bellet
Pour les articles homonymes, voir Bellet (homonymie).
Louis-Charles Bellet, (2 décembre 1880 à Albi (Tarn) - 13 décembre 1951) à Albi (Tarn) est un homme politique, industriel, ainsi qu'un administrateur et homme d'initiatives dans les domaines du social et du culturel.

## Biographie
Louis-Charles Bellet est le fils d'un horloger-bijoutier. Après de solides études au Lycée d'Albi, où ses pas croisent ceux de Jean Jaurès qui le remarque et l'enthousiasme, il part pour Toulouse. C'est là qu'il fréquente le milieu des jeunes poètes et écrivains régionalistes (Marc Lafargue, Emmanuel Delbousquet, Jean Viollis, Roger Frêne, Maurice Magre, Pierre Camo, Frédéric Salset, Saint Georges de Bouhélier, Émile Pouvillon, Armand Praviel, Touny Leris, Alex Coutet et Pierre de Gorsse) et avec l'écrivain mazamétain Albert Vidal, il lance la Revue Provinciale qu'il dirige dès 1901, il y réunit les poètes de la revue l'Effort (précédemment dirigée par Maurice Magre) ; à seulement 21 ans il donne déjà la pleine mesure de ses talents d'administrateur énergique et de repéreur d'artistes.
Attiré par la politique, il entre au Parti radical dont il sera longtemps l'un des animateurs actifs à Albi, sans pour autant jamais détenir de mandat parlementaire.
En 1907, il est jeune conseiller municipal d'Albi, chargé par le maire, Édouard Andrieu, de la gestion du Musée municipal, il fait transférer les maigres collections de l'époque de la Bibliothèque Rochegude vers le Palais de la Berbie, récemment laissé libre par le départ forcé de l'archevêché.
Durant la première guerre mondiale, il est sous-officier puis officier d'infanterie dans le corps expéditionnaire de l'Armée d'Orient ; il participe à Salonique aux opérations militaires dans les Balkans.
À son retour, en 1919, il reprend et développe avec la famille Maury plusieurs projets industriels dans l'agglomération d'Albi : les Grands moulins du Tarn, auxquels il adjoindra une vermicellerie, et la société des Chaux et ciments du Languedoc, constituée notamment pour l'installation de la cimenterie de Ranteil.
Toujours conseiller municipal d'Albi, il développe ses contacts avec les milieux littéraires et artistiques du Languedoc, fondateur et président du syndicat d'initiative, il sera l'ambassadeur inlassable de sa ville, tant dans le développement économique et social que dans le domaine des arts.
Il s'intéresse à l'habitat social et crée la Caisse de crédit immobilier du Tarn, à qui de nombreux habitants d'Albi doivent aujourd'hui encore de pouvoir se loger à bon marché.
Mais surtout il réalise son grand projet : avec Maurice Joyant, qui vient de faire don à la ville de trois œuvres de son ami Henri de Toulouse-Lautrec décédé en 1901, il convainc la Comtesse de Toulouse-Lautrec de donner au Musée d'Albi toute l'œuvre de son fils restée en sa possession, et les notables albigeois d'accepter d'exposer dans l'ancien archevêché les toiles d'un peintre encore considéré comme pornographe.
Le Musée Toulouse-Lautrec, aujourd'hui mondialement célèbre, est inauguré en 1922 dans le palais de la Berbie ; Louis-Charles Bellet en sera jusqu'à sa mort l'animateur et la cheville ouvrière.
Président du Conseil d'administration du musée, il en enrichira sans cesse les collections. Avec l'aide du conservateur Édouard Julien, et grâce à de multiples relations tissées dans les milieux officiels de l'art, il fera acquérir au musée des œuvres de Marquet, Vuillard, Bonnard, Matisse, Utrillo, Vlaminck, Émile Bernard, Kostia Terechkovitch, Yves Brayer, et travaillera sans relâche à la notoriété du musée. Il aura la chance de pouvoir assister, quelques semaines avant sa disparition, à l'exposition qu'il avait organisée pour le cinquantenaire de la mort de l'artiste, inaugurée le 30 octobre 1951, et dont le retentissement sera considérable.
Il est aussi à l'origine de la restauration d'un bâtiment renaissance de la ville, l'hôtel Reynes,  alors à l'abandon, qui deviendra le siège de la Chambre de commerce et d'industrie, ainsi que de la restauration des fresques du jugement dernier de la basilique Sainte Cécile, et de l'aménagement de l'escalier extérieur du musée qui ouvre celui-ci vers la cathédrale.
Il vient en aide à de nombreux artistes qui purent grâce à lui asseoir leur notoriété, comme la poétesse Louisa Paulin et le peintre Jean Cavailles.
Sous l'Occupation allemande, il s'efforce de venir secrètement en aide aux proscrits ; c'est ainsi que, parmi d'autres, il aida à se cacher Georges Huisman, (directeur des Beaux-arts, revenu en France après avoir été en 1940 l'un des passagers du Massilia (paquebot)); il prit à son nom durant l'occupation les avoirs d'amis juifs menacés de spoliation et les conserva pour leur compte jusqu'à la Libération.
Officier de la Légion d'honneur[Quand ?], il est mort le 12 décembre 1951, laissant le souvenir d'un travailleur inlassable du bien public.
Édouard Julien a dit de lui lors de son installation au IXe fauteuil de l'Académie des Arts de Toulouse, le 9 février 1953, lorsqu'il le remplaça : 
« Son intelligence supérieure, ses facultés d'adaptation, ses hautes qualités morales, son esprit de décision, lui firent acquérir rapidement une autorité qui s'affirma de plus en plus et fit de lui un homme de premier plan, un chef dont les avis étaient recherchés et écoutés... »
« Le nom de Charles Bellet restera à jamais attaché aux pierres des monuments qui font le renom de notre cité... Nul plus que lui ne savait redresser la confusion d'une discussion et la rétablir dans sa clarté. Il savait assouplir ou simplifier les méthodes parfois rigoureuses de l'administration et trouver toujours des solutions plus simples et plus rapides appuyées sur une logique indiscutable... Foncièrement bon, il accueillait avec sollicitude ceux qui venaient lui demander un conseil ou un appui... La vie de Charles Bellet, guidée par l'amour du bien et du beau, est un exemple de travail, de courage et de ténacité... »

## Publications
En 1935, il ressuscite la Revue du Tarn et en 1944 il crée la Revue du Languedoc.
Il est l'auteur de nombreux essais, articles et textes divers :
- La législation des habitations à bon marché dans le Tarn
- Pour la suprématie des forces nationales (essai sur le malaise économique français, 1926)
- Vers la stabilisation du franc (1926)
- La bataille du franc (1928)
- De la foire au musée : à propos du trentenaire d'Henri de Toulouse-Lautrec (1931)
- Les conditions actuelles du régionalisme (1940)

et de nombreuses brochures et études sur le patrimoine architectural d'Albi, comme :
- la Passionnante histoire de l'Hôtel Reynès (1928)
- le Jugement dernier de la Cathédrale d'Albi in Revue historique et littéraire du Languedoc, n° 17, 1948